# Alfa Romeo Giulia GT
L'Alfa Romeo Giulia GT était une automobile en version carrosserie Coupé correspondant à la version berline de l'Alfa Romeo Giulia. Cette voiture a aussi été appelée Giulia Sprint GT ; « sprint », dans la terminologie Alfa Romeo étant synonyme de coupé.
La production débuta en 1963. Ce sera le premier modèle produit dans la nouvelle usine Alfa Romeo Arese. Sa fabrication prendra fin longtemps plus tard, en 1976.
La carrosserie est due au crayon d'un jeune dessinateur de 22 ans, Giorgetto Giugiaro, alors salarié chez le maître Bertone. La plateforme de la berline avait été raccourcie de 16 cm, passant de 251 à 235 cm. La fausse prise d'air du capot montée sur toutes les versions produites jusqu'en 1968 et seulement certains modèles jusqu'en 1972 était due à une modification de dernière minute après la validation du projet final, au moment du lancement de la production de la voiture. À l'origine cela devait être une prise d'air qui s'était avérée inutile. La production repose sur plusieurs séries dont on retiendra : Sprint GT, GT Junior et GT Veloce.
Les différentes versions de la Giulia GT sont toutes dotées du célèbre moteur Twin-Cam Alfa Romeo, à double arbre à cames en tête, de 1 290 à 1 985 cm3 de cylindrée.

## Giulia Sprint GT

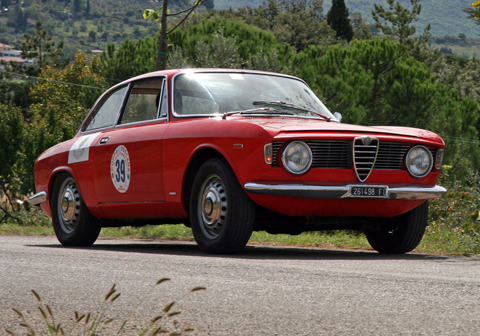
Alfa Romeo Giulia Sprint GT 1600 de 1965.

En 1963 est lancée la nouvelle Giulia Sprint GT Bertone, dotée, selon la plus pure tradition Alfa Romeo, du moteur quatre cylindres en aluminium avec deux arbres à cames en tête de 1 570 cm3, dont la puissance est portée à 103 ch grâce à l'adoption de deux carburateurs à double corps Weber. Le reste de la mécanique reprend celle de la berline. La puissance est transmise aux roues arrière par un pont rigide, mais les quatre freins sont à disques. L'aménagement de l'habitacle est spécifique au modèle : tableau de bord, sièges, panneaux de portes, etc. Le levier de vitesses à cinq rapports avant, était placé au plancher.
La version d'origine est pourvue d'un capot avec une entrée d'air sur l'avant surnommée « scalino » en italien (« boite à lettres » en français). Cette caractéristique sera maintenue jusqu'en 1968. 
Une version cabriolet à quatre places (dite GTC) est proposée en 1964 par le carrossier Touring sur la base du dessin du jeune designer de la Carrozzeria Bertone, Giorgetto Giugiaro.
En 1966 est lancée la Giulia Sprint GT Veloce dotée d'un moteur légèrement plus puissant (109 ch), mais surtout à la courbe de couple plus plate améliorant la disponibilité du moteur. Elle dispose d'un niveau de finition nettement plus élevé, avec des inserts de bois au tableau de bord et sur la console centrale, et du velours sur les sièges et les panneaux des portes.

## Giulia GT Junior
Le 26 septembre 1966, la GT 1300 Junior est présentée au Centre expérimental de Balocco. Commercialisée au côté des versions Sprint GT équipées du moteur de 1 570 cm3, cette nouvelle version, dotée d'une cylindrée réduite à 1 290 cm3 développant 89 ch, est dénommée Alfa Romeo GT 1300 Junior, sans le nom Giulia. La Junior dispose jusqu'en 1973 d'une finition plus simple car destinée à un marché d'entrée de gamme : un revêtement de sol en caoutchouc, un tableau de bord recouvert de plastique, sans console centrale, de deux phares ronds, simples enjoliveurs de roues et des sièges moins enveloppants. La 1300 GT Junior sera la dernière à arborer la face avant dite « boite à lettres », remplacée en 1970 par une version plus moderne, héritée de la 1750 GTV.
À partir de 1972, le modèle GT Junior bénéficie de deux moteurs au choix, le 1 290 cm3 de 90 ch ou le 1 570 cm3 de 109 ch (qui n'était plus proposé dans la gamme GT depuis 1969) pour une vitesse maximale de 180 et 190 km/h.
En 1974, le constructeur milanais uniformise la présentation générale des versions coupé qui affichent désormais une esthétique quasiment identique. L'absence de butoirs de pare-chocs, les optiques arrière qui restent celles de l'ancienne version, et l'absence de macaron sur la custode arrière continuent de caractériser les versions Junior.

## Alfa Romeo Junior Z

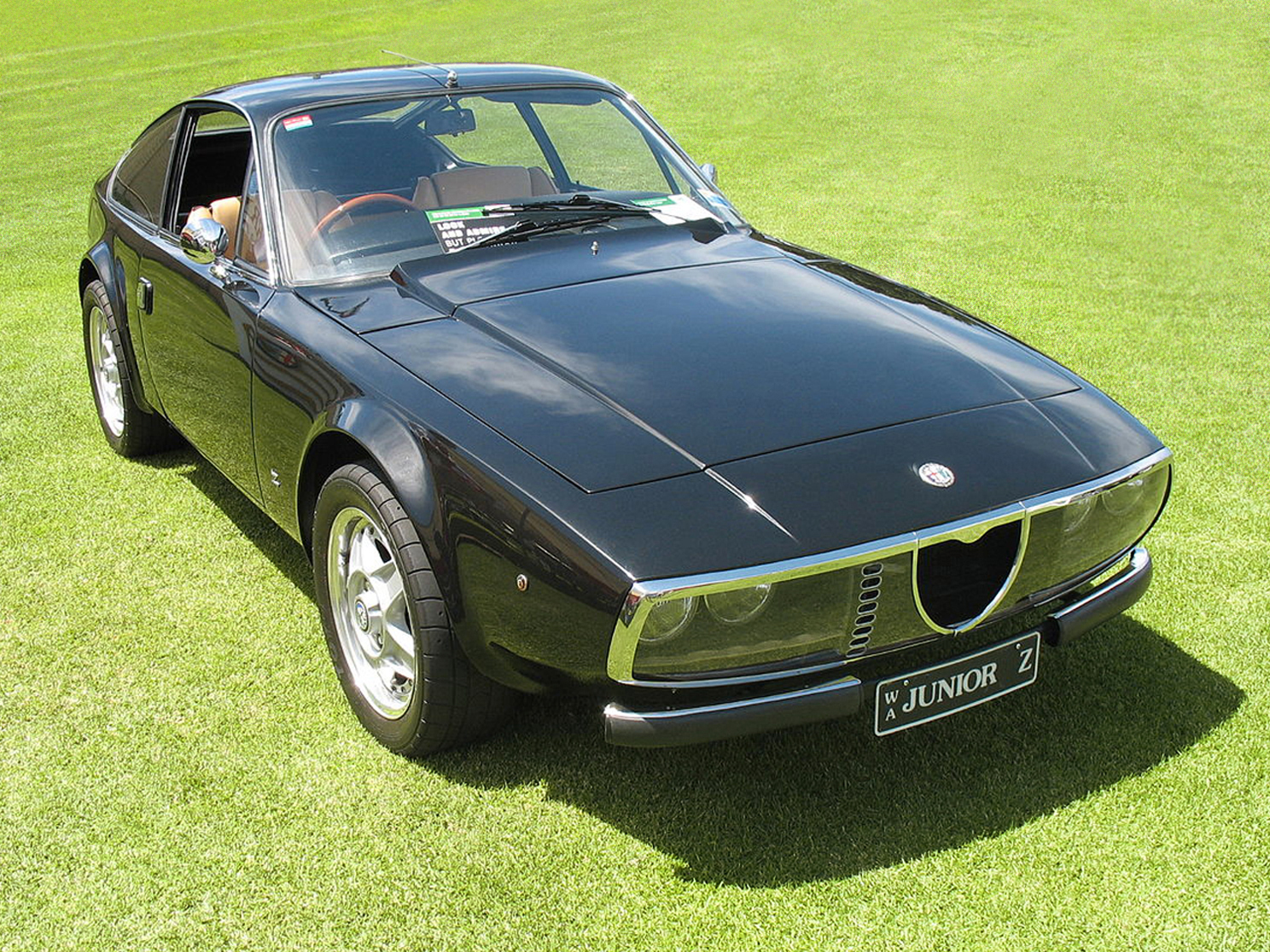
Alfa Romeo Junior Zagato.

En 1969  une version très spéciale est élaborée.
Cette Alfa Romeo coupé, dénommée Junior Z, est élaborée par le carrossier Zagato à partir de la plateforme à empattement réduit du spider. Sa carrosserie présente une silhouette cunéiforme, une poupe tronquée et de larges surfaces vitrées. Elle est présentée au Salon automobile de Turin en 1969 et commercialisée au printemps 1970. L'usine s'en inspirera pour créer les carrosseries des Alfetta GT. Ces Juniors Zagato seront disponibles avec le 1 290 cm3 de 90 ch jusqu'en 1972 et avec le 1 570 cm3 de 109 ch de 1972 jusqu'à la fin de sa production. Elle est produite jusqu'à 1974 à 1 510 exemplaires, dont 402 en 1 570 cm3.
On ne peut distinguer les deux versions que par la longueur du coffre à l'arrière, plus long sur la 1600 de 100 mm par rapport à 1300 car cette fois la plateforme du spider n'a pas été réduite.

## Giulia GT Veloce
En 1967, les Giulia Sprint GT et les Sprint GT Veloce cèdent leur place aux nouvelles GT 1750 Veloce sans le rappel du nom Giulia. Par rapport aux modèles précédents, celles-ci disposent d'un nouveau moteur plus généreux porté de 1 570 cm3 à 1 779 cm3 développant 118 ch. Le nouveau modèle bénéficie d'une partie avant complètement redessinée avec un capot parfaitement lisse, une calandre scudetto à quatre phares ronds et une baguette horizontale chromée.
On note également un trèfle à quatre feuilles doré sur chaque montant arrière. L'habitacle a été entièrement revu et bénéficie d'une nouvelle planche de bord, de nouveaux sièges avant plus enveloppants au design audacieux, évidés sur les côtés, avec appuie tête intégrés.
En 1971, la GT 1750 Veloce qui avait reçu quelques retouches mineures en 1969, cède sa place à la nouvelle GT 2000 Veloce. Comme ce fut le cas lors du passage de la version 1600 à la version 1750, la nouvelle version 2000 bénéficie toujours du moteur Alfa Romeo à deux arbres à cames en tête, porté cette fois à 1 962 cm3 et développant 132 ch. Il bénéficie de nombreuses modifications esthétiques pour rester au goût de la clientèle : nouvelle calandre chromée à huit barrettes horizontales dessinant le classique triangle au centre, feux arrière de dimensions plus importantes intégrant un feu de recul, dragon de Visconti vert sur les montants arrière et un traitement complètement revu de l'habitacle plus cossu et revu au goût des années 1970. Cette version propose en série un différentiel autobloquant à 25 % qui améliore sensiblement le comportement routier. L'air conditionné fait son apparition en option.

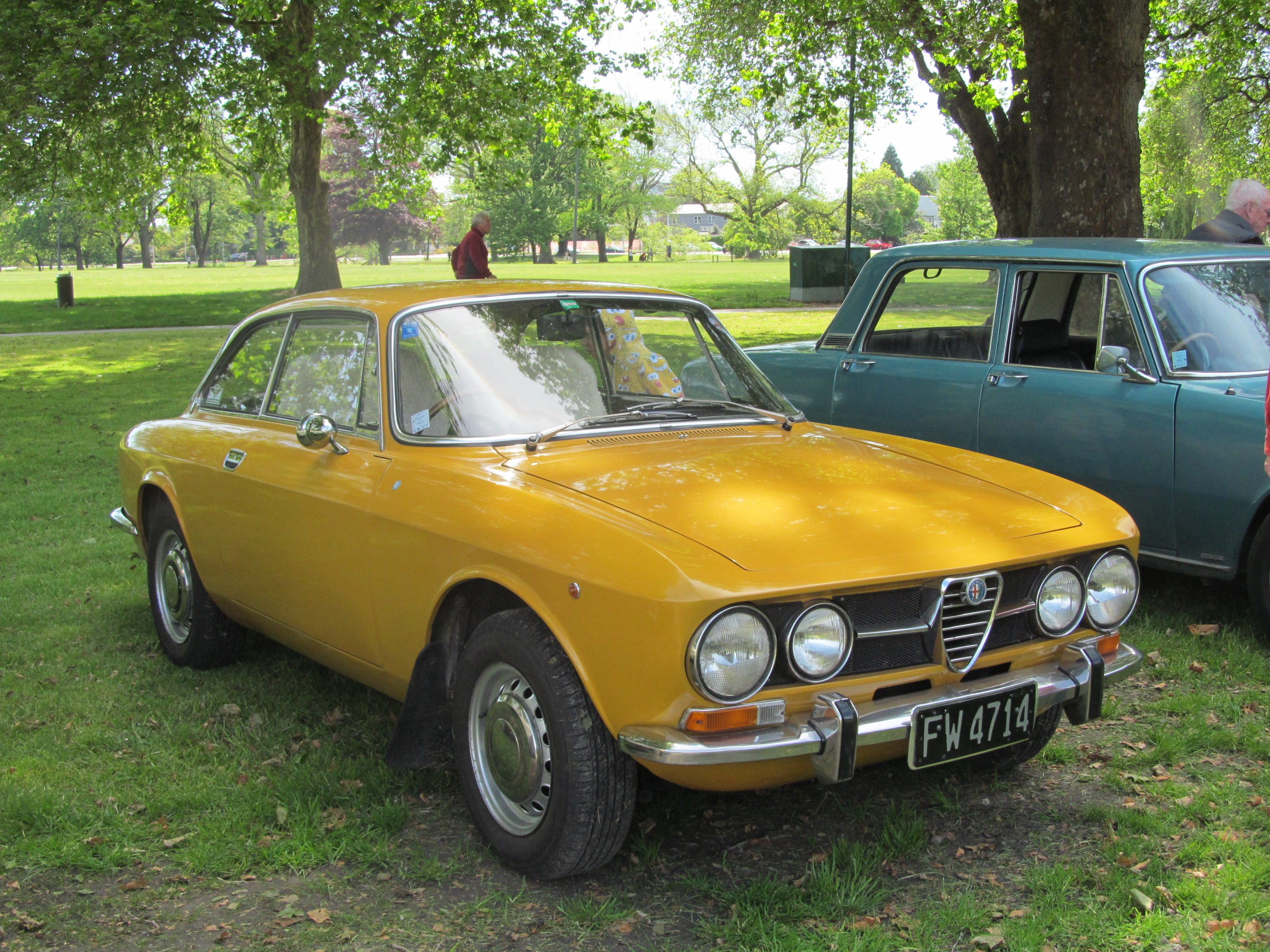
Alfa Romeo GT 1750 Veloce 2e serie de 1970.
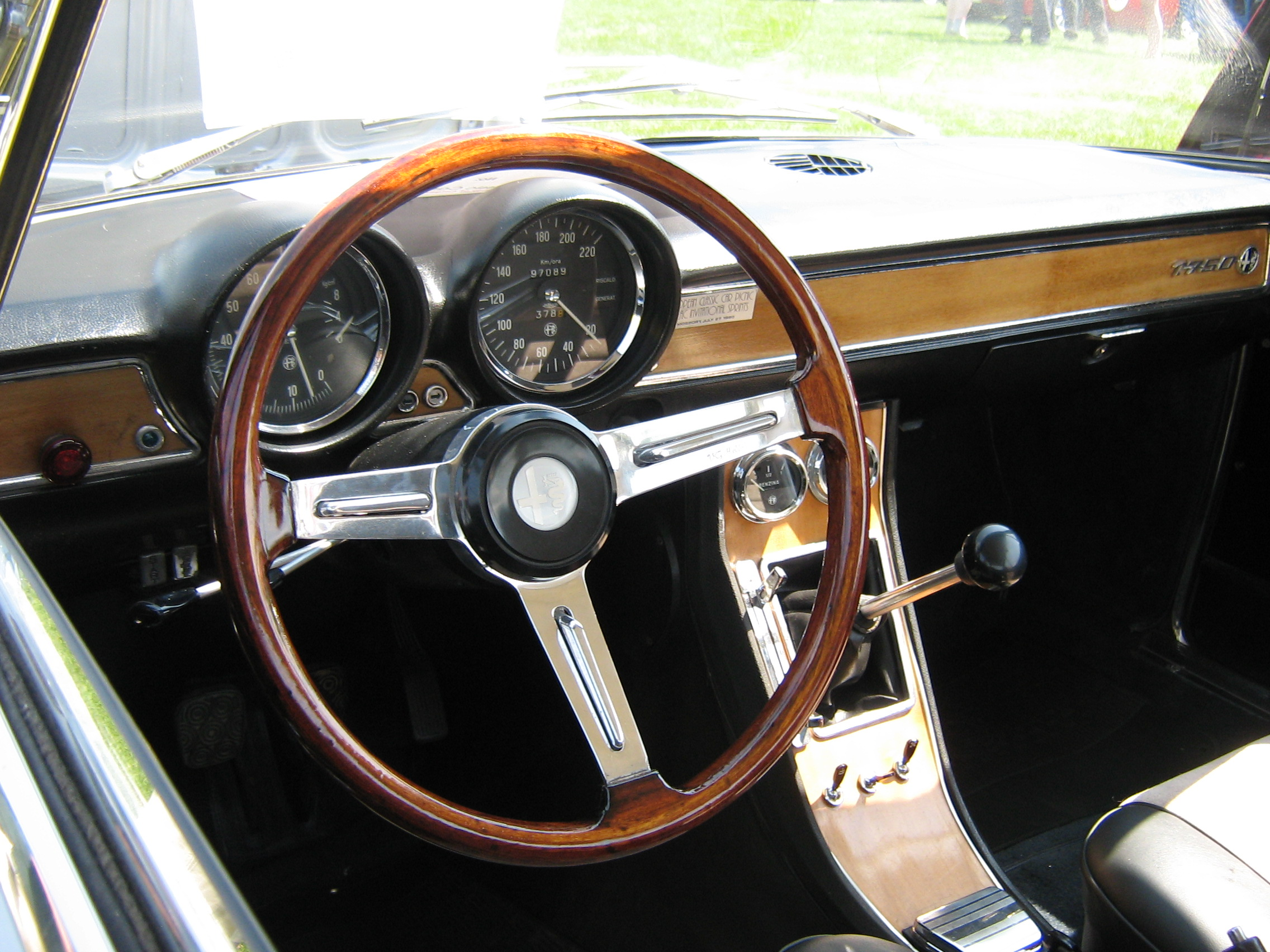
Tableau de bord d'une GT 1750 Veloce de 1970.
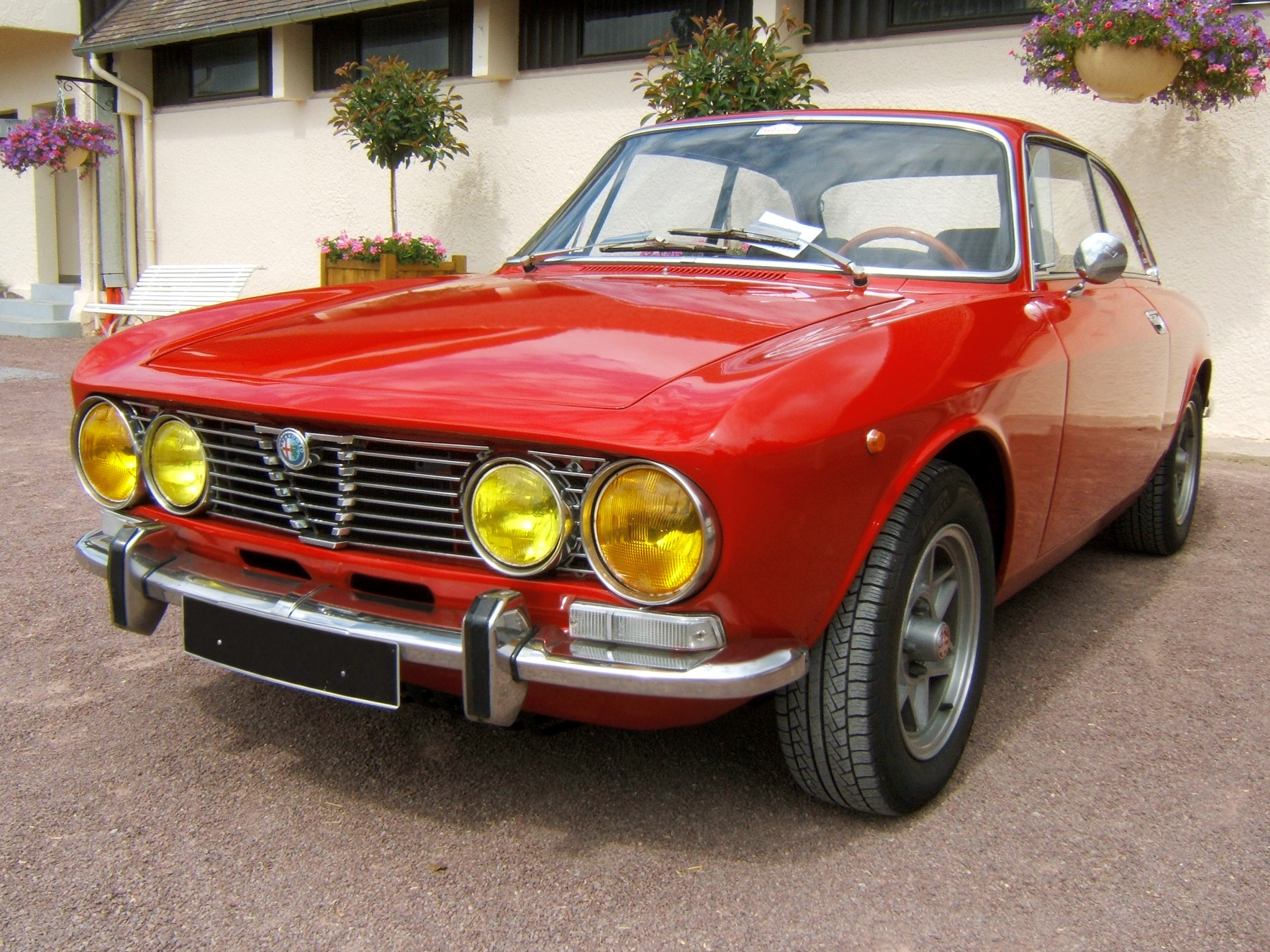
Avant d'une GT 2000 Veloce.
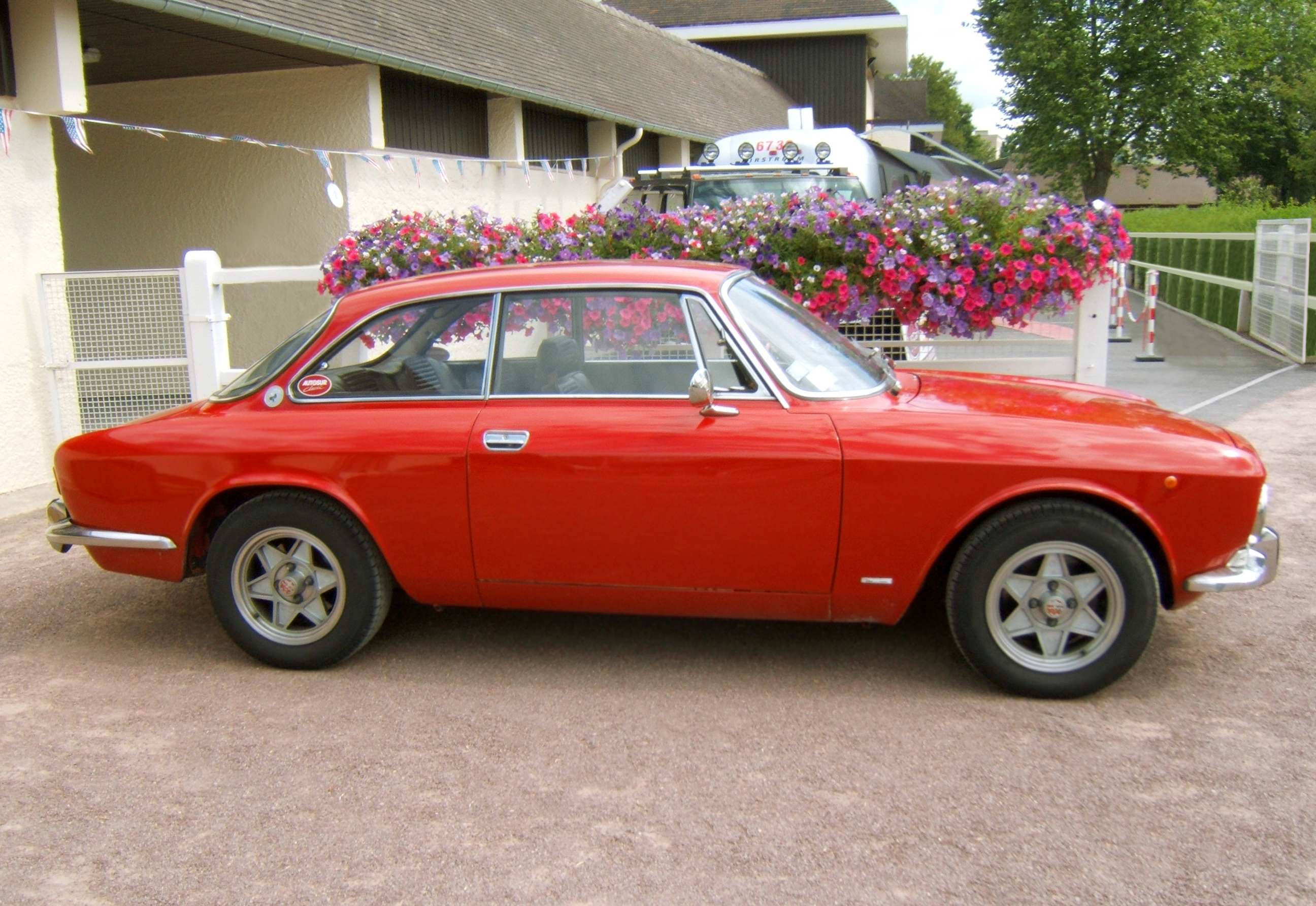
Flanc droit d'une GT 2000 Veloce.

## Version cabriolet: Giulia GTC

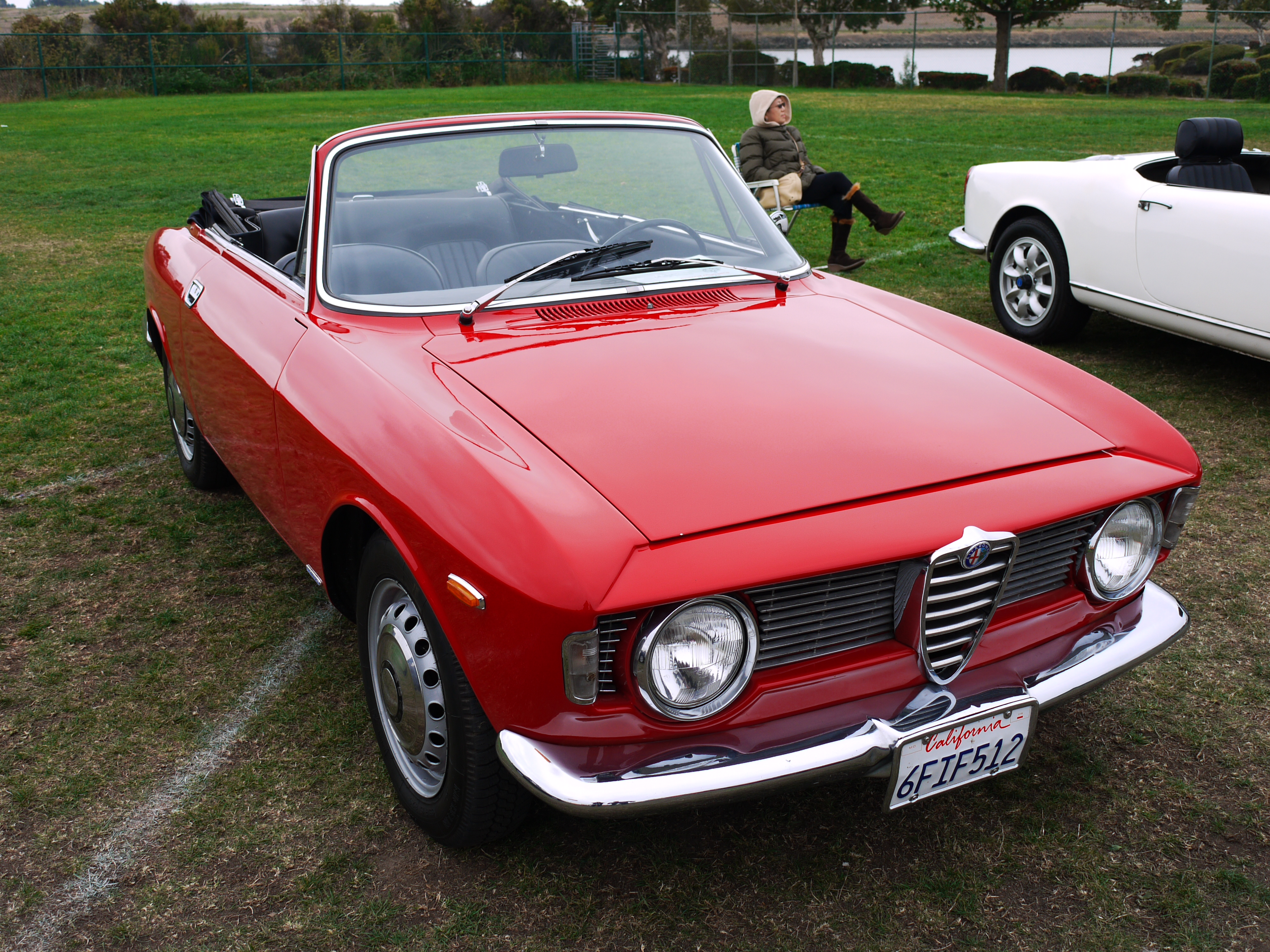
Alfa Romeo Giulia GTC cabriolet Touring.

Lancée à l'automne 1964, cette version très particulière reprend la base du coupé Giulia Sprint. C'est le carrossier Touring qui en est l'auteur et le réalisateur. C'est d'ailleurs la dernière voiture que fabriquera le carrossier italien qui fit faillite en 1966. Seulement 1 024 exemplaires de ce modèle seront produits par Touring dans ses ateliers entre avril 1965 et novembre 1966. Peu apprécié en Italie, il fera le bonheur des passionnés français, allemands et britanniques. Il n'en demeure pas moins un des seuls cabriolets à quatre vraies places de l'époque. Une dizaine d'exemplaires sont répertoriés au Registro Alfa Romeo.

## Héritières
Les versions GT ont été remplacées par plusieurs modèles dans la gamme Alfa Romeo :
- les versions Junior furent remplacées en 1976 par l'AlfaSud Sprint, un coupé à traction avant ;
- les versions Veloce furent remplacées par l'Alfa Romeo Alfetta GTV.

## Modèles produits

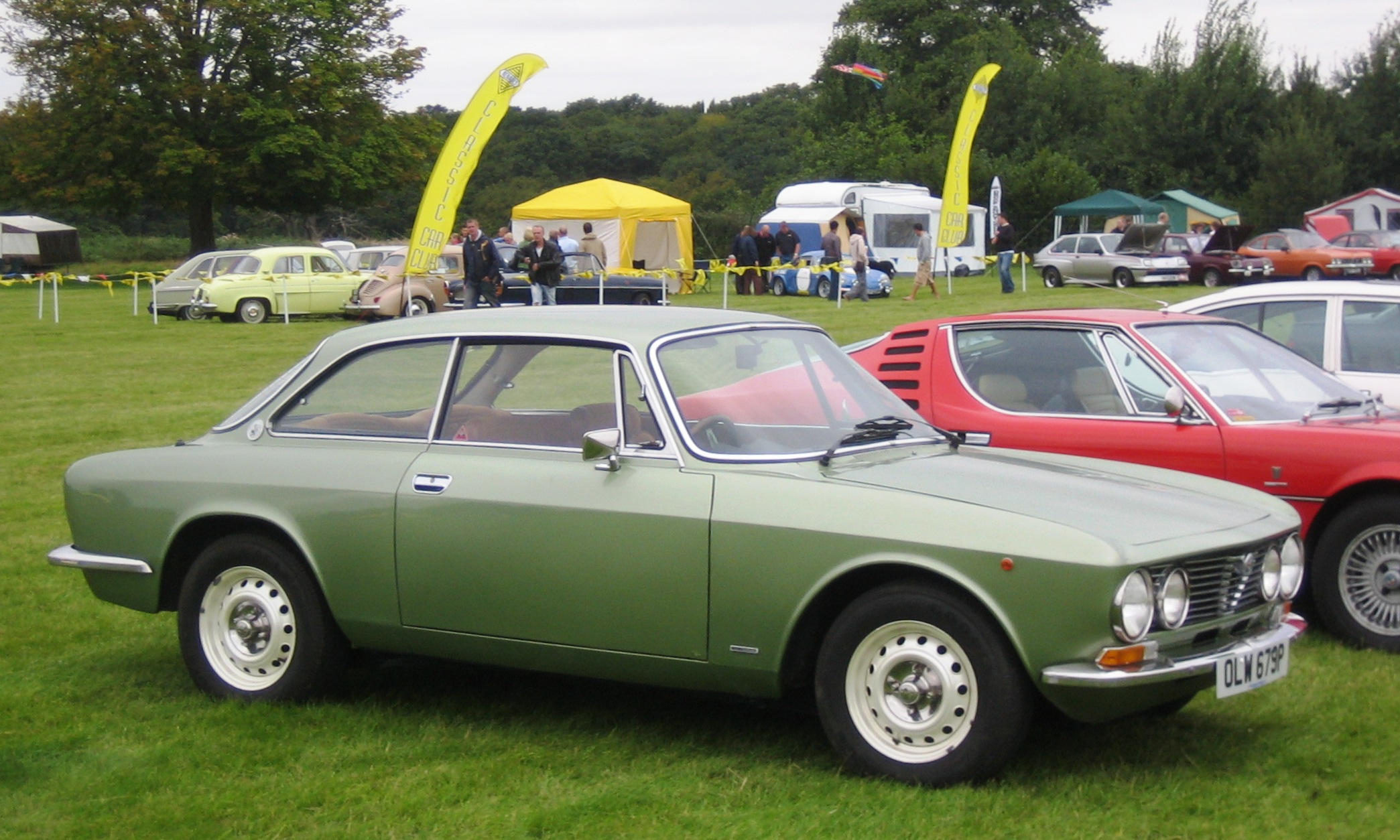
Alfa Romeo GT 1600 Junior de 1976.

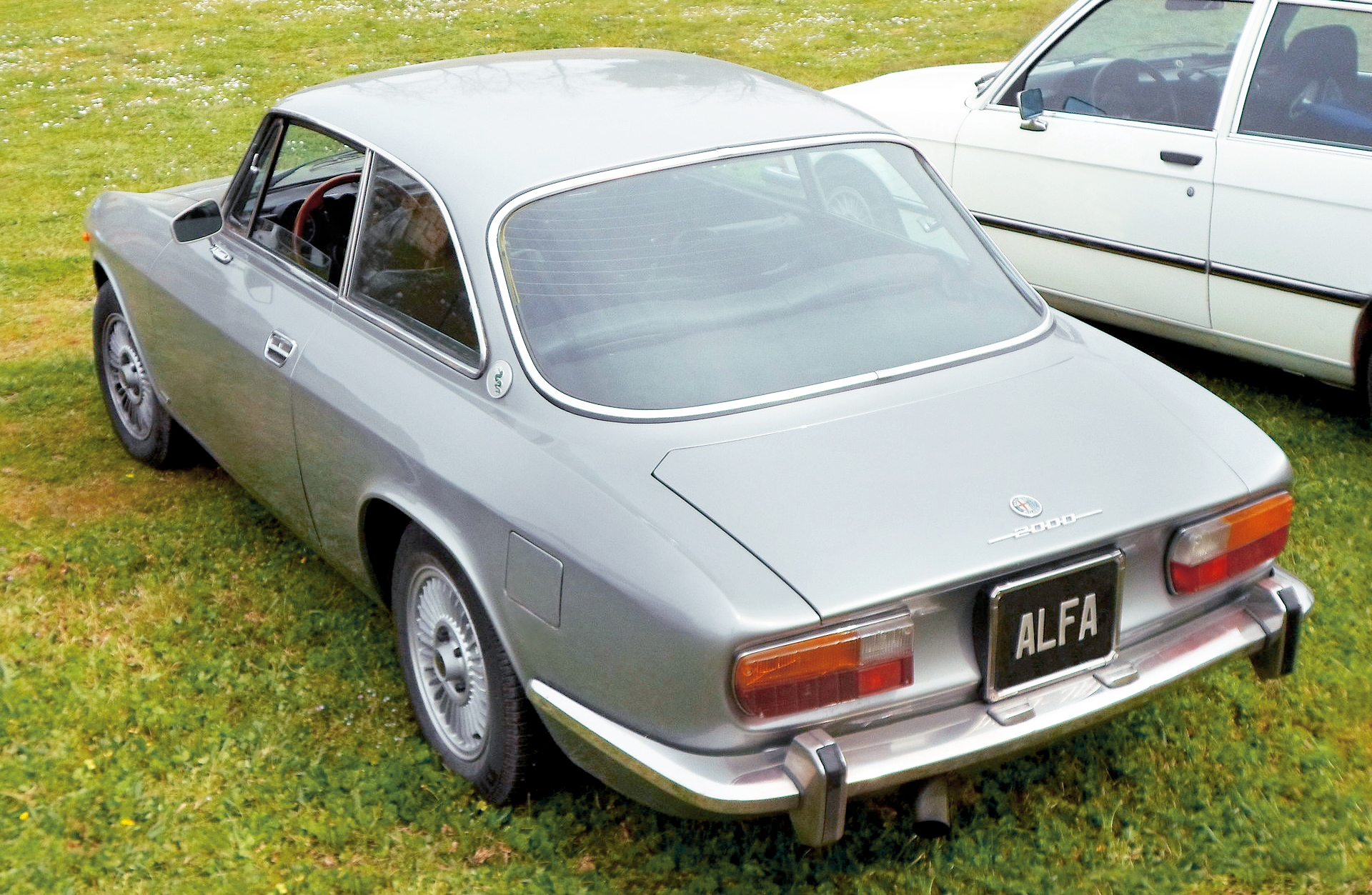
Arrière d'une Giulia GT 2000 Veloce.

Modèles avec capot « boite à lettre »
- Giulia Sprint GT 1963-1966
- Giulia Sprint GT Veloce 1966-1968
- Giulia GTC (version cabriolet) 1965-1966
- Alfa Romeo GT 1300 Junior 1966-1971
- Alfa Romeo Giulia GTA 1965-1969
- Giulia GTA Junior  1968-1972

Modèles à capot plat
- 1750 GT Veloce 1re série 1967-1969
- 1750 GT Veloce 2e série 1969-1971
- GTAm 1970-1971
- GT Junior 1.3 1972-1976
- GT Junior 1.6 1972-1976
- 2000 GT Veloce 1971-1976

### Production
En 15 ans, Alfa Romeo a produit, toutes variantes confondues, 225.215 exemplaires de la Giulia GT Bertone selon les modèles :
| Modèles        | 1963       | 1964       | 1965       | 1966       | 1967       | 1968       | 1969       | 1970       | 1971       | 1972       | 1973       | 1974       | 1975       | 1976       | 1977       |
| -------------- | ---------- | ---------- | ---------- | ---------- | ---------- | ---------- | ---------- | ---------- | ---------- | ---------- | ---------- | ---------- | ---------- | ---------- | ---------- |
| Sprint GT      | 21.542 ex. | 21.542 ex. | 21.542 ex. | 21.542 ex. |            |            |            |            |            |            |            |            |            |            |            |
| 1300 GT Junior |            |            |            | 92.053 ex. | 92.053 ex. | 92.053 ex. | 92.053 ex. | 92.053 ex. | 92.053 ex. | 92.053 ex. | 92.053 ex. | 92.053 ex. | 92.053 ex. | 92.053 ex. | 92.053 ex. |
| 1600 GT Veloce |            |            |            | 14.240 ex. | 14.240 ex. | 14.240 ex. |            |            |            |            |            |            |            |            |            |
| 1750 GT Veloce |            |            |            |            | 44.265 ex. | 44.265 ex. | 44.265 ex. | 44.265 ex. | 44.265 ex. | 44.265 ex. |            |            |            |            |            |
| 2000 GT Veloce |            |            |            |            |            |            |            |            |            | 37.459 ex. | 37.459 ex. | 37.459 ex. | 37.459 ex. | 37.459 ex. | 37.459 ex. |
| 1600 GT Junior |            |            |            |            |            |            |            |            |            |            |            | 14.299 ex. | 14.299 ex. | 14.299 ex. | 14.299 ex. |
| GTC            |            | 1.024 ex.  | 1.024 ex.  | 1.024 ex.  |            |            |            |            |            |            |            |            |            |            |            |
| 1600 GTA       |            |            | 500 ex.    | 500 ex.    | 500 ex.    | 500 ex.    | 500 ex.    | 500 ex.    |            |            |            |            |            |            |            |
| 1300 GTA       |            |            |            |            |            | 493 ex.    | 493 ex.    | 493 ex.    | 493 ex.    | 493 ex.    |            |            |            |            |            |
| GTAm           |            |            |            |            |            |            |            | 40 ex.     | 40 ex.     |            |            |            |            |            |            |

### Caractéristiques techniques
| Dénomination            | Moteur                                                                                           | Cylindrée (cm3) | Puissance max. et régime (ch à tr/min) | Poids (kg) | Vitesse max. (Km/h) | Nombre d'exemplaires    | Production     | Notes                     |
| ----------------------- | ------------------------------------------------------------------------------------------------ | --------------- | -------------------------------------- | ---------- | ------------------- | ----------------------- | -------------- | ------------------------- |
| Giulia Sprint GT        | En aluminium, 4 cylindres en ligne à double arbre à cames en tête et 2 carburateurs double corps | 1 570           | 106 à 6 000                            | 950        | 180                 | 21 542                  | de 1963 à 1966 |                           |
| Giulia Sprint GT Veloce | En aluminium, 4 cylindres en ligne à double arbre à cames en tête et 2 carburateurs double corps | 1 570           | 109 à 6 000                            | 950        | plus de 180         | 14 240                  | de 1965 à 1968 |                           |
| Giulia GTC              | En aluminium, 4 cylindres en ligne à double arbre à cames en tête et 2 carburateurs double corps | 1 570           | 106 à 6 000                            | 950        | plus de 180         | 1 000                   | de 1964 à 1966 |                           |
| Giulia Sprint GTA       | En aluminium, 4 cylindres en ligne à double arbre à cames en tête et 2 carburateurs double corps | 1 570           | 115 à 6 000                            | 745        | plus de 185         | 500                     | de 1965 à 1969 |                           |
| GT 1300 Junior          | En aluminium, 4 cylindres en ligne à double arbre à cames en tête et 2 carburateurs double corps | 1 290           | 89 à 6 000                             | 930        | 173                 | 80 623                  | de 1966 à 1972 |                           |
| 1750 GT Veloce          | En aluminium, 4 cylindres en ligne à double arbre à cames en tête et 2 carburateurs double corps | 1 779           | 118 à 5 500                            | 1 040      | 190                 | 41 790 2 495 États-Unis | de 1967 à 1972 |                           |
| GTA 1300 Junior         | En aluminium, 4 cylindres en ligne à double arbre à cames en tête et 2 carburateurs double corps | 1 290           | 96 à 6 000                             | 795        | plus de 175         | 447                     | de 1968 à 1975 |                           |
| GT 1300 Junior          | En aluminium, 4 cylindres en ligne à double arbre à cames en tête et 2 carburateurs double corps | 1 290           | 89 à 6 000                             | 930        | 173                 | ND                      | de 1972 à 1975 |                           |
| GT 1600 Junior (toutes) | En aluminium, 4 cylindres en ligne à double arbre à cames en tête et 2 carburateurs double corps | 1 570           | 109 à 6 000                            | 930        | plus de 180         | ND                      | de 1972 à 1975 |                           |
| 2000 GTV                | En aluminium, 4 cylindres en ligne à double arbre à cames en tête et 2 carburateurs double corps | 1 962           | 132 à 5 500                            | 990        | plus de 195         | 37 459                  | de 1971 à 1977 | différentiel autobloquant |

## Versions de compétition

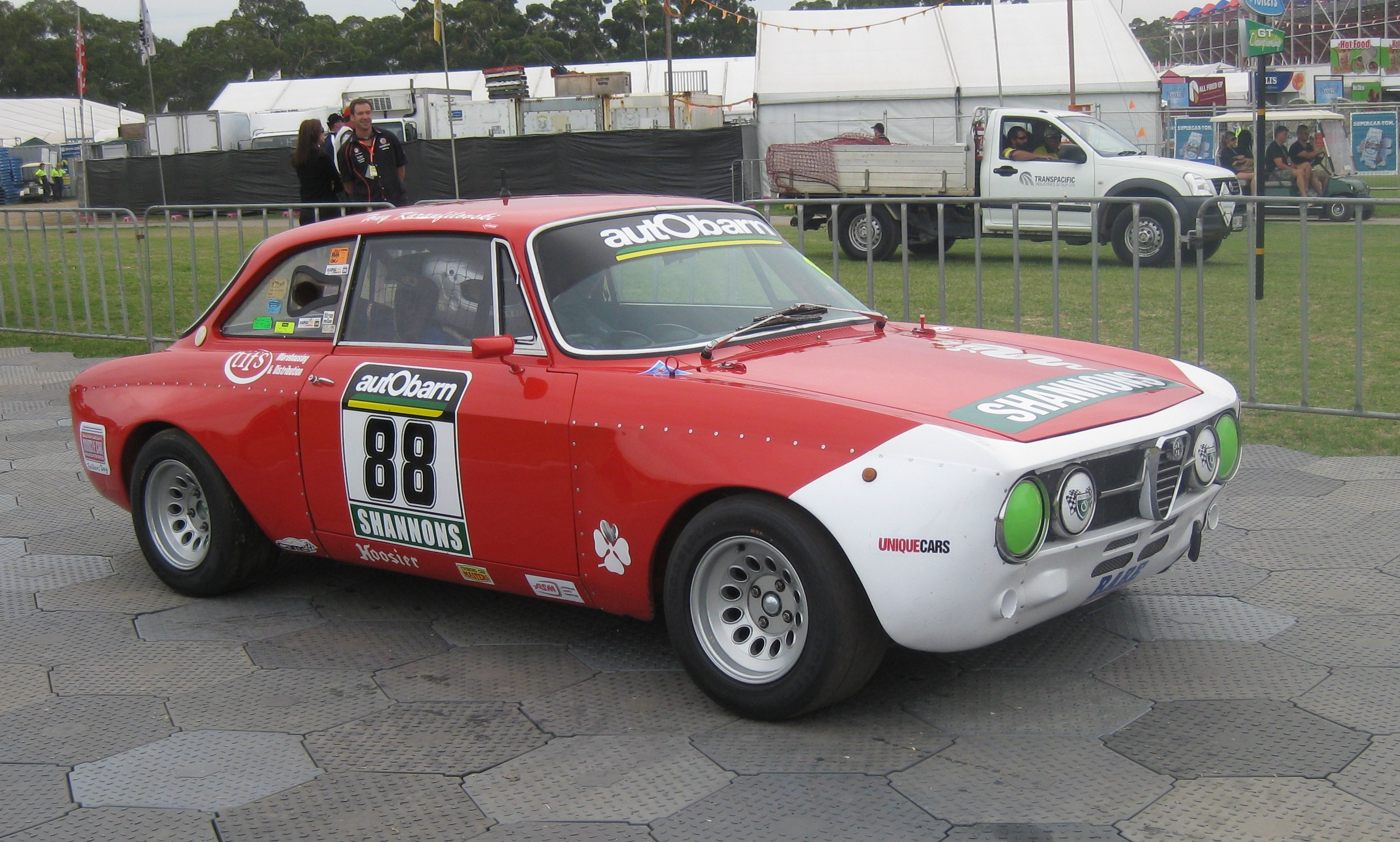
Une Alfa Romeo GTAm.

Pour les compétitions, des modèles dérivés des versions de série, comme l'exige le règlement, ont été transformés. Certains le furent directement par Autodelta, le département courses du constructeur milanais, d'autres sous forme de kits fournis par le constructeur aux préparateurs privés et aux écuries officielles. Les modèles produits exclusivement pour les courses sont la GTA SA (SA pour Sovra Alimentata) avec un moteur suralimenté par deux turbines et la GTAm, version compétition de la 1750 GT Veloce. Si l'acronyme "GTA" a une signification claire, l'appellation "GTAm" n'a jamais été clairement élucidée. Selon certaines sources "Am" signifierait "Alleggerita modificata" (Allégée modifiée), pour d'autres "Alesaggio maggiorato" (Alésage augmenté), pour l'ingénieur Luigi Fusi "Accensione doppia cilindrata maggiorata" (Allumage double, cylindrée augmentée) tandis que la version partagée par les experts de la marque, de certains pilotes et mécaniciens et partagée par Carlo Chiti, directeur d'Autodelta, lors d'une interview, serait simplement "America".
Tous ces modèles, que ce soit ceux conçus pour la compétition comme ceux dérivés avec des kits, ont remporté un nombre énorme de victoires. Rares sont les courses auxquelles elles ont participé, courses de vitesse ou d'endurance, sans gagner. Nombreuses sont encore aujourd'hui les versions de l'époque qui participent aux compétitions pour vétéranes.
Les versions très exclusives, comme la GTAm, ont acquis une valeur commerciale très élevée sur le marché, de plus de 80 000 Euros, en 2006, elles s'échangent au delà de 200.000 Euros en 2020.
Chez les francophones, le suffixe « Am » portait à confusion : certains pensaient que ces initiales signifiaient « Alleggerita maggiorata », en français « allégée, augmentée », se référant au corps allégé et à cylindrée élargie, et d'autres suggéraient « Amérique ». Le mystère resta entier jusqu'en septembre 2011 lorsque Marco Fazio, directeur du centre historique Alfa Romeo, révéla lors du Spettacolo Sportivo que « America » était la dénomination exacte car l'auto est basée sur le châssis de la version avec injection Spica destinée au marché américain. Par ailleurs sa carrosserie n’est pas en aluminium contrairement à la GTA.